# Веном (персонаж)
Веном (англ. Venom — отрута, злість) — вигаданий персонаж з коміксів американського видавництва Marvel Comics, в основному пов'язаних з людиною-павуком. Перша поява Венома відбулося в The Amazing Spider-Man # 300 (Травень, 1988). Спочатку виступав як суперзлодій, персонаж згодом набув статусу антигероя. Веном — симбіот, розумна інопланетна істота в'язкої, практично рідкої форми. Подібно реальним симбіотам, для того, щоб вижити, він потребує носія, як правило людини. Єднання з симбіотом надає його власнику надлюдські можливості.
Першим відомим власником симбіота був людина-павук, який зрештою відмовився від прибульця, дізнавшись про його справжні наміри. Згодом симбіот об'єднувався з іншими носіями, зокрема з Едді Броком, його другим і найвідомішим господарем, який став першим Веномом і заклятим ворогом людини-павука. Відповідно до джерел Щ. И. Т., він є однією з найбільших загроз людства, поряд з Магнето, Доктором Думом і Червоним Черепом.
Журналіст Майк Конрой описав персонажа так: «Те, що спочатку мало стати заміною костюма Людини-павука перетворилося в один з найбільших нічних кошмарів пускача павутини з Marvel». У 2009 році Веном посів 22 місце в списку 100 найбільших лиходіїв з коміксів за версією IGN. Також IGN помістив версію Мака Гаргано на 17 місце в списку 50 найбільших Месників, у той час як втілення Флеша Томпсона зайняло 27 місце. Інкарнація Едді Брока у вигляді Венома отримала 33 місце в списку 50 кращих персонажів коміксів за версією Empire.

## Історія публікації
Персонажі супергеройських всесвітів створювалися виключно в стінах видавництва Marvel Comics. Але на початку 80-х компанія влаштувала конкурс серед фанатів. Усі охочі могли запропонувати свою ідею подальшого розвитку сюжету про Людину-павука, а кращі з них могли б отримати своє місце в майбутніх коміксах.
Один з конкурсантів на ім’я Ренді Шуллер запропонував новий концепт костюма Людини-павука – повністю чорний з яскраво-червоною емблемою павука на грудях. Задумка була інтригуючою і головний редактор Marvel Comics Д
Джим Шутер запропонував конкурсанту продати йому ідею нового костюма за нечувану суму  $220.
Дебютом у коміксах чорно-білого костюма став 252 номер про Неймовірну Людину-павука, що вийшов у травні 1984 року.
Трансформація з новенького костюма на повноцінного антигероя Венома зайняло 4 роки – його перша поява припала на ювілейний 300-тий випуск у травні 1988 року – The Amazing Spider-Man.

## Фільми
- 2007 Людина-павук 3 Едді Брока/Венома зіграв Тофер Грейс
- 2018 Веном Едді Брока/Венома зіграв Том Гарді
- 2021 Веном 2: Карнаж Едді Брока/Венома зіграв Том Гарді
- 2024 Веном: Останній танець Венома зіграв Том Гарді